# Nathan Patterson
Nathan Kenneth Patterson (Glasgow, 16 de octubre de 2001) es un futbolista británico que juega en la demarcación de defensa para el Everton F. C. de la Premier League de Inglaterra.

## Selección nacional
Tras jugar con la selección sub-17 de Escocia, la sub-18, la sub-19 y la sub-21, finalmente hizo su debut con la selección absoluta el 6 de junio de 2021. Lo hizo en un partido amistoso contra Luxemburgo que finalizó con un resultado de 0-1 a favor del combinado escocés tras el gol de Ché Adams.

## Estadísticas

### Clubes
Actualizado al último partido disputado el 25 de mayo de 2025.
| Club                     | Div.          | Temporada     | Liga  | Liga  | Copas nacionales | Copas nacionales | Copas internacionales | Copas internacionales | Total | Total |
| Club                     | Div.          | Temporada     | Part. | Goles | Part.            | Goles            | Part.                 | Goles                 | Part. | Goles |
| ------------------------ | ------------- | ------------- | ----- | ----- | ---------------- | ---------------- | --------------------- | --------------------- | ----- | ----- |
| Rangers F. C. Escocia    | 1.ª           | 2019-20       | 0     | 0     | 1                | 0                | 1                     | 0                     | 2     | 0     |
| Rangers F. C. Escocia    | 1.ª           | 2020-21       | 7     | 0     | 2                | 1                | 5                     | 1                     | 14    | 2     |
| Rangers F. C. Escocia    | 1.ª           | 2021-22       | 6     | 0     | 2                | 0                | 3                     | 0                     | 11    | 0     |
| Rangers F. C. Escocia    | Total club    | Total club    | 13    | 0     | 5                | 1                | 9                     | 1                     | 27    | 2     |
| Everton F. C. Inglaterra | 1.ª           | 2021-22       | 0     | 0     | 1                | 0                | —                     | —                     | 1     | 0     |
| Everton F. C. Inglaterra | 1.ª           | 2022-23       | 19    | 0     | 2                | 0                | —                     | —                     | 21    | 0     |
| Everton F. C. Inglaterra | 1.ª           | 2023-24       | 20    | 0     | 6                | 0                | ―                     | ―                     | 26    | 0     |
| Everton F. C. Inglaterra | 1.ª           | 2024-25       | 10    | 0     | 1                | 0                | —                     | —                     | 11    | 0     |
| Everton F. C. Inglaterra | Total club    | Total club    | 49    | 0     | 10               | 0                | 0                     | 0                     | 59    | 0     |
| Total carrera            | Total carrera | Total carrera | 62    | 0     | 15               | 1                | 9                     | 1                     | 86    | 2     |

## Palmarés

### Campeonatos nacionales
| Título               | Club          | País    | Año  |
| -------------------- | ------------- | ------- | ---- |
| Scottish Premiership | Rangers F. C. | Escocia | 2021 |